# HD 99109
HD 99109 ist ein 197,35 Lichtjahre von der Erde entfernter später Hauptreihenstern mit einer Rektaszension von 11h 24m 17s und einer Deklination von -01° 31' 44". Er besitzt eine scheinbare Helligkeit von 9,1 mag. Im Jahr 2019 hat er anlässlich des 100-Jahre-Jubiläums der Internationalen Astronomischen Union (IAU) den Namen Shama erhalten. Im Jahre 2006 entdeckte Paul Butler einen extrasolaren Planeten, der diesen Stern umkreist. Dieser trägt den Namen HD 99109 b.